# Тяньхэ
Тяньхэ́ (кит. упр. 天河区, пиньинь Tiānhé) — район города субпровинциального значения Гуанчжоу провинции Гуандун.

## История
Исторически эти места были частью уезда Паньюй (番禺县). В 1930 году в районе деревни Тяньхэцунь был построен аэропорт Тяньхэ.
Во второй половине XX века эти места были постепенно включены в состав Гуанчжоу, став частью Пригородного района. В 1984 году здесь был построен спортивный центр «Тяньхэ». Постановлением Госсовета КНР от 24 мая 1985 года был создан район Тяньхэ.

## Административное деление
Район делится на 21 уличный комитет.